# Ai am BEST
Ai am BEST (愛 am Best) é a primeira coletânea da cantora japonesa Ai Otsuka, lançada dia 28 de Março de 2007 pela gravadora Avex Trax. O álbum foi lançado em dois formatos CD e CD + DVD. O álbum contém 13 faixas com todos os seus singles lançados desde sua estréia até o seu Single Planetarium, e mais as canções Cherish e LOVE MUSIC. O álbum estreou em 1º na Oricon e recebeu certificação 3xPlatina pela RIAJ pelas 727,192 cópias vendidas.

## Faixas

### CD
1. Momo no hanabira (桃ノ花ビラ)
2. Sakuranbo (さくらんぼ)
3. Amaenbo (甘えんぼ)
4. Happy Days
5. Kingyo Hanabi (金魚花火)
6. Daisuki da yo. (大好きだよ。)
7. Kuroge Wagyu Joshio Tan Yaki 680 Yen (黒毛和牛上塩タン焼680円)
8. Cherish
9. SMILY
10. Biidama (ビー玉Marble)
11. Neko ni Fūsen (ネコに風船)
12. Planetarium (プラネタリウム)
13. LOVE MUSiC

### DVD
1. Momo no hanabira (桃ノ花ビラ) (vídeo clip)
2. Sakuranbo (さくらんぼ) (vídeo clip)
3. Amaenbo (甘えんぼ) (vídeo clip)
4. Happy Days (vídeo clip)
5. Kingyo Hanabi (金魚花火) (vídeo clip)
6. Daisuki da yo. (大好きだよ。) (vídeo clip)
7. Kuroge Wagyu Joshio Tan Yaki 680 Yen (黒毛和牛上塩タン焼680円) (vídeo clip)
8. Cherish (vídeo clip)
9. SMILY (vídeo clip)
10. Biidama (ビー玉Marble) (vídeo clip)
11. Neko ni Fūsen (ネコに風船) (vídeo clip)
12. Planetarium (プラネタリウム) (vídeo clip)
13. LOVE MUSiC (vídeo clip)